# Campeonato de Primera División B 1955 (Argentina)
El Campeonato de Primera División B 1955 fue la vigesimosegunda temporada de la categoría, que era la segunda división del fútbol argentino. Esta temporada marcó la incorporación de El Porvenir ascendido de la Primera C y de Banfield, descendido desde la Primera División.
El torneo entregó solo un ascenso, así como se dispuso que solamente un equipo perdiera la categoría. Dicho premio y castigo fueron para el primer equipo y el último de la tabla, sin haber disputa de torneos reducidos ni de reclasificatorios.
El campeón y único ascendido fue Argentinos Juniors, que logró sacar una clara ventaja a sus perseguidores y se consagró campeón cuando todavía restaban tres fechas para culminar el torneo, retornando a la máxima categoría del fútbol argentino luego de 18 temporadas en la segunda división. De esta manera, el equipo de La Paternal consiguió alzarse por primera vez con el trofeo de esta divisional, en la cual nunca más volvería a jugar, al menos bajo la denominación de Primera B.
Asimismo, el torneo decretó el descenso de Defensores de Belgrano, que realizó una discreta campaña y perdió la categoría en la última fecha, al finalizar en la última posición. Si bien logró triunfar en la jornada definitiva, su clásico rival, Excursionistas, también logró vencer y no pudo alcanzarlo en puntos, quedando a tan solo una unidad. De esta manera, el Dragón retornó a la Primera C tras disputar dos temporadas consecutivas en esta divisional.

## Ascensos y descensos
| Posición | Descendido de la Primera B 1954 |
| -------- | ------------------------------- |
| 18.º     | Los Andes                       |

| Posición | Ascendido de la Primera C 1954 |
| -------- | ------------------------------ |
| 1.º      | El Porvenir                    |

| Posición | Ascendido a la Primera División 1955 |
| -------- | ------------------------------------ |
| 1.º      | Estudiantes de La Plata              |

| Posición | Descendido de la Primera División 1954 |
| -------- | -------------------------------------- |
| 16.º     | Banfield                               |

## Formato
Los dieciocho equipos participantes disputaron un torneo de 34 fechas todos contra todos.

### Ascensos
El equipo con más puntos fue el campeón, obteniendo el único ascenso directo a la Primera División.

### Descensos
El equipo que finalizó en el último lugar de la tabla de posiciones descendió a la Primera C.

## Equipos participantes
| Equipo                 | Ciudad               |
| ---------------------- | -------------------- |
| All Boys               | Buenos Aires         |
| Almagro                | Buenos Aires         |
| Argentino de Quilmes   | Quilmes              |
| Argentinos Juniors     | Buenos Aires         |
| Atlanta                | Buenos Aires         |
| Banfield               | Banfield             |
| Central Córdoba (R)    | Rosario              |
| Colón                  | Santa Fe             |
| Defensores de Belgrano | Buenos Aires         |
| Dock Sud               | Dock Sud             |
| El Porvenir            | Gerli                |
| Excursionistas         | Buenos Aires         |
| Nueva Chicago          | Buenos Aires         |
| Quilmes                | Quilmes              |
| Sarmiento (J)          | Junín                |
| Talleres (RE)          | Remedios de Escalada |
| Temperley              | Temperley            |
| Unión                  | Santa Fe             |

### Distribución geográfica de los equipos
| Región                                   | Cant. | Equipos                                                                                                |
| ---------------------------------------- | ----- | --- |
| Ciudad de Buenos Aires                   | 7     | All Boys, Almagro, Argentinos Juniors, Atlanta, Defensores de Belgrano, Excursionistas y Nueva Chicago |
| Conurbano bonaerense                     | 7     | Argentino de Quilmes, Banfield, Dock Sud, El Porvenir, Quilmes, Talleres (RE) y Temperley              |
| Provincia de Santa Fe                    | 3     | Central Córdoba (R), Colón y Unión                                                                     |
| Interior de la provincia de Buenos Aires | 1     | Sarmiento (J)                                                                                          |

## Tabla de posiciones
| Pos. | Equipo                 | Pts. | PJ | PG | PE | PP | GF | GC | Dif. |
| ---- | ---------------------- | ---- | -- | -- | -- | -- | -- | -- | ---- |
| 1.º  | Argentinos Juniors     | 51   | 34 | 23 | 5  | 6  | 72 | 40 | 32   |
| 2.º  | Unión                  | 46   | 34 | 19 | 8  | 7  | 81 | 40 | 41   |
| 3.º  | Talleres (RE)          | 43   | 34 | 18 | 7  | 9  | 74 | 56 | 18   |
| 4.º  | El Porvenir            | 42   | 34 | 18 | 6  | 10 | 71 | 47 | 24   |
| 5.º  | Banfield               | 38   | 34 | 15 | 8  | 11 | 84 | 62 | 22   |
| 6.º  | Atlanta                | 38   | 34 | 15 | 8  | 11 | 63 | 51 | 12   |
| 7.º  | Colón                  | 34   | 34 | 13 | 8  | 13 | 59 | 63 | −4   |
| 8.º  | Quilmes                | 33   | 34 | 14 | 5  | 15 | 60 | 62 | −2   |
| 9.º  | Temperley              | 33   | 34 | 13 | 7  | 14 | 71 | 77 | −6   |
| 10.º | Sarmiento (J)          | 32   | 34 | 11 | 10 | 13 | 56 | 49 | 7    |
| 11.º | Nueva Chicago          | 33   | 34 | 12 | 9  | 13 | 57 | 61 | −4   |
| 12.º | Central Córdoba (R)    | 31   | 34 | 11 | 9  | 14 | 53 | 68 | −15  |
| 13.º | Dock Sud               | 30   | 34 | 12 | 6  | 16 | 70 | 80 | −10  |
| 14.º | Argentino de Quilmes   | 27   | 34 | 8  | 11 | 15 | 52 | 71 | −19  |
| 15.º | Almagro                | 27   | 34 | 9  | 9  | 16 | 61 | 86 | −25  |
| 16.º | All Boys               | 25   | 34 | 8  | 9  | 17 | 49 | 73 | −24  |
| 17.º | Excursionistas         | 24   | 34 | 8  | 8  | 18 | 42 | 66 | −24  |
| 18.º | Defensores de Belgrano | 23   | 34 | 8  | 7  | 19 | 47 | 70 | −23  |

|  | Se consagró campeón y ascendió a la Primera División. |
|  | Descendió a la Primera C.                             |

## Resultados
Primera Rueda
| Fecha 1                | Fecha 1   | Fecha 1              | Fecha 1                | Fecha 1     | Fecha 1 |
| Local                  | Resultado | Visitante            | Estadio                | Fecha       |         |
| ---------------------- | --------- | -------------------- | ---------------------- | ----------- | ------- |
| Talleres (RdE)         | 0 - 2     | Temperley            | Talleres (RdE)         | 16 de abril |         |
| Sportivo Dock Sud      | 4 - 1     | Argentino de Quilmes | Sportivo Dock Sud      | 16 de abril |         |
| Defensores de Belgrano | 0 - 1     | Argentinos Juniors   | Defensores de Belgrano | 16 de abril |         |
| All Boys               | 1 - 2     | Excursionistas       | All Boys               | 16 de abril |         |
| Atlanta                | 1 - 1     | Colón                | Atlanta                | 16 de abril |         |
| Quilmes                | 3 - 2     | Nueva Chicago        | Quilmes                | 16 de abril |         |
| Unión                  | 3 - 1     | Almagro              | Unión                  | 17 de abril |         |
| Sarmiento              | 0 - 0     | Central Córdoba (R)  | Sarmiento              | 17 de abril |         |
| Banfield               | 2 - 2     | El Porvenir          | Banfield               | 17 de abril |         |

| Fecha 2              | Fecha 2   | Fecha 2                | Fecha 2              | Fecha 2     | Fecha 2 |
| Local                | Resultado | Visitante              | Estadio              | Fecha       |         |
| -------------------- | --------- | ---------------------- | -------------------- | ----------- | ------- |
| Banfield             | 4 - 3     | Talleres (RdE)         | Banfield             | 23 de abril |         |
| El Porvenir          | 3 - 2     | Quilmes                | El Porvenir          | 23 de abril |         |
| Nueva Chicago        | 3 - 3     | Atlanta                | Nueva Chicago        | 23 de abril |         |
| Excursionistas       | 3 - 4     | Sarmiento              | Excursionistas       | 23 de abril |         |
| Argentinos Juniors   | 1 - 1     | Unión                  | Argentinos Juniors   | 23 de abril |         |
| Almagro              | 1 - 7     | Sportivo Dock Sud      | Atlanta              | 23 de abril |         |
| Argentino de Quilmes | 1 - 1     | Temperley              | Argentino de Quilmes | 23 de abril |         |
| Colón                | 1 - 0     | All Boys               | Colón                | 24 de abril |         |
| Central Córdoba (R)  | 0 - 0     | Defensores de Belgrano | Central Córdoba (R)  | 29 de abril |         |

| Fecha 3                | Fecha 3   | Fecha 3              | Fecha 3                | Fecha 3   | Fecha 3 |
| Local                  | Resultado | Visitante            | Estadio                | Fecha     |         |
| ---------------------- | --------- | -------------------- | ---------------------- | --------- | ------- |
| Talleres (RdE)         | 3 - 2     | Argentino de Quilmes | Talleres (RdE)         | 7 de mayo |         |
| Temperley              | 5 - 3     | Almagro              | Temperley              | 7 de mayo |         |
| Sportivo Dock Sud      | 1 - 3     | Argentinos Juniors   | Sportivo Dock Sud      | 7 de mayo |         |
| Defensores de Belgrano | 0 - 0     | Excursionistas       | Defensores de Belgrano | 7 de mayo |         |
| All Boys               | 0 - 2     | Nueva Chicago        | All Boys               | 7 de mayo |         |
| Atlanta                | 2 - 0     | El Porvenir          | Atlanta                | 7 de mayo |         |
| Quilmes                | 4 - 2     | Banfield             | Quilmes                | 7 de mayo |         |
| Unión                  | 1 - 1     | Central Córdoba (R)  | Unión                  | 8 de mayo |         |
| Sarmiento              | 0 - 0     | Colón                | Sarmiento              | 8 de mayo |         |

| Fecha 4             | Fecha 4   | Fecha 4                | Fecha 4             | Fecha 4    | Fecha 4 |
| Local               | Resultado | Visitante              | Estadio             | Fecha      |         |
| ------------------- | --------- | ---------------------- | ------------------- | ---------- | ------- |
| Quilmes             | 1 - 0     | Talleres (RdE)         | Quilmes             | 14 de mayo |         |
| Banfield            | 2 - 4     | Atlanta                | Banfield            | 14 de mayo |         |
| El Porvenir         | 0 - 2     | All Boys               | El Porvenir         | 14 de mayo |         |
| Nueva Chicago       | 0 - 0     | Sarmiento              | Nueva Chicago       | 14 de mayo |         |
| Excursionistas      | 2 - 5     | Unión                  | Excursionistas      | 14 de mayo |         |
| Central Córdoba (R) | 0 - 3     | Sportivo Dock Sud      | Central Córdoba (R) | 14 de mayo |         |
| Argentinos Juniors  | 2 - 1     | Temperley              | Argentinos Juniors  | 14 de mayo |         |
| Almagro             | 2 - 2     | Argentino de Quilmes   | Atlanta             | 14 de mayo |         |
| Colón               | 2 - 1     | Defensores de Belgrano | Colón               | 15 de mayo |         |

| Fecha 5                | Fecha 5   | Fecha 5             | Fecha 5                | Fecha 5    | Fecha 5 |
| Local                  | Resultado | Visitante           | Estadio                | Fecha      |         |
| ---------------------- | --------- | ------------------- | ---------------------- | ---------- | ------- |
| Talleres (RdE)         | 0 - 0     | Almagro             | Talleres (RdE)         | 21 de mayo |         |
| Argentino de Quilmes   | 1 - 3     | Argentinos Juniors  | Argentino de Quilmes   | 21 de mayo |         |
| Temperley              | 5 - 1     | Central Córdoba (R) | Temperley              | 21 de mayo |         |
| Sportivo Dock Sud      | 3 - 0     | Excursionistas      | Sportivo Dock Sud      | 21 de mayo |         |
| Defensores de Belgrano | 1 - 2     | Nueva Chicago       | Defensores de Belgrano | 21 de mayo |         |
| All Boys               | 2 - 2     | Banfield            | All Boys               | 21 de mayo |         |
| Atlanta                | 3 - 5     | Quilmes             | Atlanta                | 21 de mayo |         |
| Unión                  | 2 - 1     | Colón               | Unión                  | 22 de mayo |         |
| Sarmiento              | 1 - 3     | El Porvenir         | Sarmiento              | 22 de mayo |         |

| Fecha 6             | Fecha 6   | Fecha 6                | Fecha 6             | Fecha 6    | Fecha 6 |
| Local               | Resultado | Visitante              | Estadio             | Fecha      |         |
| ------------------- | --------- | ---------------------- | ------------------- | ---------- | ------- |
| Atlanta             | 1 - 2     | Talleres (RdE)         | Atlanta             | 28 de mayo |         |
| Quilmes             | 4 - 0     | All Boys               | Quilmes             | 28 de mayo |         |
| Banfield            | 1 - 1     | Sarmiento              | Banfield            | 28 de mayo |         |
| El Porvenir         | 0 - 1     | Defensores de Belgrano | El Porvenir         | 28 de mayo |         |
| Nueva Chicago       | 2 - 0     | Unión                  | Nueva Chicago       | 28 de mayo |         |
| Excursionistas      | 1 - 4     | Temperley              | Excursionistas      | 28 de mayo |         |
| Central Córdoba (R) | 2 - 2     | Argentino de Quilmes   | Central Córdoba (R) | 28 de mayo |         |
| Argentinos Juniors  | 2 - 1     | Almagro                | Argentinos Juniors  | 28 de mayo |         |
| Colón               | 1 - 2     | Sportivo Dock Sud      | Colón               | 29 de mayo |         |

| Fecha 7                | Fecha 7   | Fecha 7             | Fecha 7                | Fecha 7    | Fecha 7 |
| Local                  | Resultado | Visitante           | Estadio                | Fecha      |         |
| ---------------------- | --------- | ------------------- | ---------------------- | ---------- | ------- |
| Talleres (RdE)         | 3 - 3     | Argentinos Juniors  | Talleres (RdE)         | 4 de junio |         |
| Almagro                | 3 - 3     | Central Córdoba (R) | Atlanta                | 4 de junio |         |
| Argentino de Quilmes   | 0 - 2     | Excursionistas      | Argentino de Quilmes   | 4 de junio |         |
| Temperley              | 2 - 2     | Colón               | Temperley              | 4 de junio |         |
| Sportivo Dock Sud      | 1 - 1     | Nueva Chicago       | Sportivo Dock Sud      | 4 de junio |         |
| Defensores de Belgrano | 2 - 2     | Banfield            | Defensores de Belgrano | 4 de junio |         |
| All Boys               | 2 - 5     | Atlanta             | All Boys               | 4 de junio |         |
| Unión                  | 0 - 2     | El Porvenir         | Unión                  | 5 de junio |         |
| Sarmiento              | 2 - 0     | Quilmes             | Sarmiento              | 5 de junio |         |

| Fecha 8             | Fecha 8   | Fecha 8                | Fecha 8             | Fecha 8     | Fecha 8 |
| Local               | Resultado | Visitante              | Estadio             | Fecha       |         |
| ------------------- | --------- | ---------------------- | ------------------- | ----------- | ------- |
| All Boys            | 2 - 2     | Talleres (RdE)         | All Boys            | 11 de junio |         |
| Atlanta             | 2 - 1     | Sarmiento              | Atlanta             | 11 de junio |         |
| Quilmes             | 1 - 0     | Defensores de Belgrano | Quilmes             | 11 de junio |         |
| Banfield            | 2 - 3     | Unión                  | Banfield            | 11 de junio |         |
| El Porvenir         | 5 - 2     | Sportivo Dock Sud      | El Porvenir         | 11 de junio |         |
| Nueva Chicago       | 2 - 3     | Temperley              | Nueva Chicago       | 11 de junio |         |
| Excursionistas      | 3 - 3     | Almagro                | Excursionistas      | 11 de junio |         |
| Central Córdoba (R) | 0 - 2     | Argentinos Juniors     | Central Córdoba (R) | 11 de junio |         |
| Colón               | 1 - 1     | Argentino de Quilmes   | Colón               | 12 de junio |         |

| Fecha 9                | Fecha 9   | Fecha 9             | Fecha 9                | Fecha 9     | Fecha 9 |
| Local                  | Resultado | Visitante           | Estadio                | Fecha       |         |
| ---------------------- | --------- | ------------------- | ---------------------- | ----------- | ------- |
| Talleres (RdE)         | 3 - 2     | Central Córdoba (R) | Talleres (RdE)         | 25 de junio |         |
| Argentinos Juniors     | 4 - 1     | Excursionistas      | Argentinos Juniors     | 25 de junio |         |
| Almagro                | 2 - 1     | Colón               | Atlanta                | 25 de junio |         |
| Argentino de Quilmes   | 2 - 1     | Nueva Chicago       | Argentino de Quilmes   | 25 de junio |         |
| Temperley              | 1 - 2     | El Porvenir         | Temperley              | 25 de junio |         |
| Sportivo Dock Sud      | 2 - 5     | Banfield            | Sportivo Dock Sud      | 25 de junio |         |
| Defensores de Belgrano | 1 - 3     | Atlanta             | Defensores de Belgrano | 25 de junio |         |
| Unión                  | 3 - 0     | Quilmes             | Unión                  | 26 de junio |         |
| Sarmiento              | 1 - 3     | All Boys            | Sarmiento              | 26 de junio |         |

| Fecha 10       | Fecha 10  | Fecha 10               | Fecha 10             | Fecha 10   | Fecha 10 |
| Local          | Resultado | Visitante              | Estadio              | Fecha      |          |
| -------------- | --------- | ---------------------- | -------------------- | ---------- | -------- |
| All Boys       | 1 - 1     | Defensores de Belgrano | All Boys             | 2 de julio |          |
| Atlanta        | 1 - 1     | Unión                  | Atlanta              | 2 de julio |          |
| Quilmes        | 2 - 1     | Sportivo Dock Sud      | Argentino de Quilmes | 2 de julio |          |
| Banfield       | 1 - 1     | Temperley              | Banfield             | 2 de julio |          |
| El Porvenir    | 2 - 1     | Argentino de Quilmes   | El Porvenir          | 2 de julio |          |
| Nueva Chicago  | 2 - 1     | Almagro                | Nueva Chicago        | 2 de julio |          |
| Excursionistas | 4 - 2     | Central Córdoba (R)    | Excursionistas       | 2 de julio |          |
| Sarmiento      | 1 - 2     | Talleres (RdE)         | Sarmiento            | 3 de julio |          |
| Colón          | 1 - 0     | Argentinos Juniors     | Colón                | 3 de julio |          |

| Fecha 11               | Fecha 11  | Fecha 11       | Fecha 11               | Fecha 11    | Fecha 11 |
| Local                  | Resultado | Visitante      | Estadio                | Fecha       |          |
| ---------------------- | --------- | -------------- | ---------------------- | ----------- | -------- |
| Talleres (RdE)         | 0 - 1     | Excursionistas | Talleres (RdE)         | 10 de julio |          |
| Central Córdoba (R)    | 2 - 2     | Colón          | Central Córdoba (R)    | 10 de julio |          |
| Argentinos Juniors     | 2 - 2     | Nueva Chicago  | Argentinos Juniors     | 10 de julio |          |
| Almagro                | 3 - 3     | El Porvenir    | Atlanta                | 10 de julio |          |
| Argentino de Quilmes   | 2 - 3     | Banfield       | Argentino de Quilmes   | 10 de julio |          |
| Temperley              | 1 - 3     | Quilmes        | Temperley              | 10 de julio |          |
| Sportivo Dock Sud      | 2 - 1     | Atlanta        | Sportivo Dock Sud      | 10 de julio |          |
| Unión                  | 3 - 0     | All Boys       | Unión                  | 10 de julio |          |
| Defensores de Belgrano | 0 - 3     | Sarmiento      | Defensores de Belgrano | 10 de julio |          |

| Fecha 12               | Fecha 12  | Fecha 12             | Fecha 12               | Fecha 12    | Fecha 12 |
| Local                  | Resultado | Visitante            | Estadio                | Fecha       |          |
| ---------------------- | --------- | -------------------- | ---------------------- | ----------- | -------- |
| Defensores de Belgrano | 2 - 3     | Talleres (RdE)       | Defensores de Belgrano | 16 de julio |          |
| All Boys               | 4 - 1     | Sportivo Dock Sud    | All Boys               | 16 de julio |          |
| Atlanta                | 3 - 1     | Temperley            | Atlanta                | 16 de julio |          |
| Quilmes                | 1 - 1     | Argentino de Quilmes | Boca Juniors           | 16 de julio |          |
| Banfield               | 6 - 1     | Almagro              | Banfield               | 16 de julio |          |
| El Porvenir            | 3 - 0     | Argentinos Juniors   | El Porvenir            | 16 de julio |          |
| Nueva Chicago          | 2 - 1     | Central Córdoba (R)  | Nueva Chicago          | 16 de julio |          |
| Sarmiento              | 0 - 2     | Unión                | Sarmiento              | 17 de julio |          |
| Colón                  | 2 - 1     | Excursionistas       | Colón                  | 17 de julio |          |

| Fecha 13             | Fecha 13  | Fecha 13               | Fecha 13             | Fecha 13    | Fecha 13 |
| Local                | Resultado | Visitante              | Estadio              | Fecha       |          |
| -------------------- | --------- | ---------------------- | -------------------- | ----------- | -------- |
| Talleres (RdE)       | 5 - 0     | Colón                  | Talleres (RdE)       | 23 de julio |          |
| Excursionistas       | 2 - 2     | Nueva Chicago          | Excursionistas       | 23 de julio |          |
| Argentinos Juniors   | 1 - 0     | Banfield               | Argentinos Juniors   | 23 de julio |          |
| Almagro              | 5 - 3     | Quilmes                | Atlanta              | 23 de julio |          |
| Argentino de Quilmes | 1 - 3     | Atlanta                | Argentino de Quilmes | 23 de julio |          |
| Temperley            | 4 - 0     | All Boys               | Temperley            | 23 de julio |          |
| Sportivo Dock Sud    | 2 - 0     | Sarmiento              | Sportivo Dock Sud    | 23 de julio |          |
| Central Córdoba (R)  | 2 - 0     | El Porvenir            | Central Córdoba (R)  | 24 de julio |          |
| Unión                | 4 - 0     | Defensores de Belgrano | Unión                | 24 de julio |          |

| Fecha 14               | Fecha 14  | Fecha 14             | Fecha 14               | Fecha 14    | Fecha 14 |
| Local                  | Resultado | Visitante            | Estadio                | Fecha       |          |
| ---------------------- | --------- | -------------------- | ---------------------- | ----------- | -------- |
| Defensores de Belgrano | 2 - 3     | Sportivo Dock Sud    | Defensores de Belgrano | 30 de julio |          |
| All Boys               | 3 - 0     | Argentino de Quilmes | All Boys               | 30 de julio |          |
| Atlanta                | 2 - 1     | Almagro              | Atlanta                | 30 de julio |          |
| Quilmes                | 2 - 0     | Argentinos Juniors   | Argentino de Quilmes   | 30 de julio |          |
| Banfield               | 3 - 0     | Central Córdoba (R)  | Banfield               | 30 de julio |          |
| El Porvenir            | 2 - 1     | Excursionistas       | El Porvenir            | 30 de julio |          |
| Nueva Chicago          | 3 - 0     | Colón                | Nueva Chicago          | 30 de julio |          |
| Unión                  | 2 - 0     | Talleres (RdE)       | Unión                  | 31 de julio |          |
| Sarmiento              | 1 - 2     | Temperley            | Sarmiento              | 31 de julio |          |

| Fecha 15             | Fecha 15  | Fecha 15               | Fecha 15             | Fecha 15    | Fecha 15 |
| Local                | Resultado | Visitante              | Estadio              | Fecha       |          |
| -------------------- | --------- | ---------------------- | -------------------- | ----------- | -------- |
| Talleres (RdE)       | 4 - 1     | Nueva Chicago          | Talleres (RdE)       | 6 de agosto |          |
| Excursionistas       | 1 - 2     | Banfield               | Excursionistas       | 6 de agosto |          |
| Central Córdoba (R)  | 2 - 1     | Quilmes                | Central Córdoba (R)  | 6 de agosto |          |
| Argentinos Juniors   | 2 - 1     | Atlanta                | Argentinos Juniors   | 6 de agosto |          |
| Almagro              | 2 - 0     | All Boys               | Atlanta              | 6 de agosto |          |
| Argentino de Quilmes | 1 - 1     | Sarmiento              | Argentino de Quilmes | 6 de agosto |          |
| Temperley            | 2 - 2     | Defensores de Belgrano | Temperley            | 6 de agosto |          |
| Sportivo Dock Sud    | 1 - 1     | Unión                  | Sportivo Dock Sud    | 6 de agosto |          |
| Colón                | 2 - 0     | El Porvenir            | Colón                | 7 de agosto |          |

| Fecha 16               | Fecha 16  | Fecha 16             | Fecha 16               | Fecha 16     | Fecha 16 |
| Local                  | Resultado | Visitante            | Estadio                | Fecha        |          |
| ---------------------- | --------- | -------------------- | ---------------------- | ------------ | -------- |
| Sportivo Dock Sud      | 1 - 2     | Talleres (RdE)       | Sportivo Dock Sud      | 13 de agosto |          |
| Defensores de Belgrano | 3 - 2     | Argentino de Quilmes | Defensores de Belgrano | 13 de agosto |          |
| All Boys               | 0 - 3     | Argentinos Juniors   | All Boys               | 13 de agosto |          |
| Atlanta                | 6 - 1     | Central Córdoba (R)  | Atlanta                | 13 de agosto |          |
| Quilmes                | 4 - 3     | Excursionistas       | Quilmes                | 13 de agosto |          |
| Banfield               | 3 - 1     | Colón                | Banfield               | 13 de agosto |          |
| El Porvenir            | 3 - 1     | Nueva Chicago        | El Porvenir            | 13 de agosto |          |
| Unión                  | 4 - 1     | Temperley            | Unión                  | 14 de agosto |          |
| Sarmiento              | 6 - 0     | Almagro              | Sarmiento              | 14 de agosto |          |

| Fecha 17             | Fecha 17  | Fecha 17               | Fecha 17             | Fecha 17     | Fecha 17 |
| Local                | Resultado | Visitante              | Estadio              | Fecha        |          |
| -------------------- | --------- | ---------------------- | -------------------- | ------------ | -------- |
| Talleres (RdE)       | 2 - 1     | El Porvenir            | Talleres (RdE)       | 20 de agosto |          |
| Nueva Chicago        | 1 - 1     | Banfield               | Nueva Chicago        | 20 de agosto |          |
| Excursionistas       | 0 - 0     | Atlanta                | Excursionistas       | 20 de agosto |          |
| Central Córdoba (R)  | 3 - 0     | All Boys               | Central Córdoba (R)  | 20 de agosto |          |
| Argentinos Juniors   | 4 - 2     | Sarmiento              | Argentinos Juniors   | 20 de agosto |          |
| Almagro              | 3 - 2     | Defensores de Belgrano | Atlanta              | 20 de agosto |          |
| Argentino de Quilmes | 2 - 2     | Unión                  | Argentino de Quilmes | 20 de agosto |          |
| Temperley            | 5 - 2     | Sportivo Dock Sud      | Temperley            | 20 de agosto |          |
| Colón                | 4 - 1     | Quilmes                | Colón                | 21 de agosto |          |

Segunda Rueda
| Fecha 18             | Fecha 18  | Fecha 18               | Fecha 18             | Fecha 18     | Fecha 18 |
| Local                | Resultado | Visitante              | Estadio              | Fecha        |          |
| -------------------- | --------- | ---------------------- | -------------------- | ------------ | -------- |
| Temperley            | 2 - 1     | Talleres (RdE)         | Temperley            | 27 de agosto |          |
| Argentino de Quilmes | 2 - 1     | Sportivo Dock Sud      | Argentino de Quilmes | 27 de agosto |          |
| Almagro              | 2 - 2     | Unión                  | Atlanta              | 27 de agosto |          |
| Argentinos Juniors   | 2 - 1     | Defensores de Belgrano | Argentinos Juniors   | 27 de agosto |          |
| Central Córdoba (R)  | 0 - 0     | Sarmiento              | Central Córdoba (R)  | 27 de agosto |          |
| Excursionistas       | 2 - 3     | All Boys               | Excursionistas       | 27 de agosto |          |
| Nueva Chicago        | 3 - 2     | Quilmes                | Nueva Chicago        | 27 de agosto |          |
| El Porvenir          | 1 - 2     | Banfield               | El Porvenir          | 27 de agosto |          |
| Colón                | 0 - 1     | Atlanta                | Colón                | 28 de agosto |          |

| Fecha 19               | Fecha 19  | Fecha 19             | Fecha 19               | Fecha 19        | Fecha 19 |
| Local                  | Resultado | Visitante            | Estadio                | Fecha           |          |
| ---------------------- | --------- | -------------------- | ---------------------- | --------------- | -------- |
| Talleres (RdE)         | 2 - 0     | Banfield             | Talleres (RdE)         | 3 de septiembre |          |
| Quilmes                | 3 - 1     | El Porvenir          | Quilmes                | 3 de septiembre |          |
| Atlanta                | 0 - 0     | Nueva Chicago        | Atlanta                | 3 de septiembre |          |
| All Boys               | 3 - 3     | Colón                | All Boys               | 3 de septiembre |          |
| Defensores de Belgrano | 1 - 2     | Central Córdoba (R)  | Defensores de Belgrano | 3 de septiembre |          |
| Sportivo Dock Sud      | 3 - 3     | Almagro              | Sportivo Dock Sud      | 3 de septiembre |          |
| Temperley              | 2 - 2     | Argentino de Quilmes | Temperley              | 3 de septiembre |          |
| Sarmiento              | 1 - 0     | Excursionistas       | Sarmiento              | 4 de septiembre |          |
| Unión                  | 0 - 0     | Argentinos Juniors   | Unión                  | 4 de septiembre |          |

| Fecha 20             | Fecha 20  | Fecha 20               | Fecha 20             | Fecha 20         | Fecha 20 |
| Local                | Resultado | Visitante              | Estadio              | Fecha            |          |
| -------------------- | --------- | ---------------------- | -------------------- | ---------------- | -------- |
| Argentino de Quilmes | 3 - 3     | Talleres (RdE)         | Argentino de Quilmes | 10 de septiembre |          |
| Almagro              | 3 - 1     | Temperley              | Ferro Carril Oeste   | 10 de septiembre |          |
| Argentinos Juniors   | 3 - 0     | Sportivo Dock Sud      | Argentinos Juniors   | 10 de septiembre |          |
| Central Córdoba (R)  | 1 - 0     | Unión                  | Central Córdoba (R)  | 10 de septiembre |          |
| Excursionistas       | 0 - 0     | Defensores de Belgrano | Excursionistas       | 10 de septiembre |          |
| Nueva Chicago        | 2 - 0     | All Boys               | Nueva Chicago        | 10 de septiembre |          |
| El Porvenir          | 1 - 1     | Atlanta                | Racing               | 10 de septiembre |          |
| Banfield             | 3 - 2     | Quilmes                | Banfield             | 10 de septiembre |          |
| Colón                | 0 - 3     | Sarmiento              | Colón                | 11 de septiembre |          |

| Fecha 21               | Fecha 21  | Fecha 21            | Fecha 21               | Fecha 21         | Fecha 21 |
| Local                  | Resultado | Visitante           | Estadio                | Fecha            |          |
| ---------------------- | --------- | ------------------- | ---------------------- | ---------------- | -------- |
| Atlanta                | 1 - 1     | Banfield            | Atlanta                | 24 de septiembre |          |
| All Boys               | 0 - 1     | El Porvenir         | All Boys               | 24 de septiembre |          |
| Sarmiento              | 0 - 3     | Nueva Chicago       | Sarmiento              | 25 de septiembre |          |
| Talleres (RdE)         | 3 - 1     | Quilmes             | Talleres (RdE)         | 1 de octubre     |          |
| Defensores de Belgrano | 2 - 4     | Colón               | Defensores de Belgrano | 1 de octubre     |          |
| Sportivo Dock Sud      | 3 - 0     | Central Córdoba (R) | Sportivo Dock Sud      | 1 de octubre     |          |
| Temperley              | 4 - 1     | Argentinos Juniors  | Temperley              | 1 de octubre     |          |
| Argentino de Quilmes   | 2 - 0     | Almagro             | Argentino de Quilmes   | 1 de octubre     |          |
| Unión                  | 1 - 2     | Excursionistas      | Unión                  | 2 de octubre     |          |

| Fecha 22            | Fecha 22  | Fecha 22               | Fecha 22            | Fecha 22      | Fecha 22 |
| Local               | Resultado | Visitante              | Estadio             | Fecha         |          |
| ------------------- | --------- | ---------------------- | ------------------- | ------------- | -------- |
| Central Córdoba (R) | 2 - 2     | Temperley              | Central Córdoba (R) | 8 de octubre  |          |
| Colón               | 5 - 4     | Unión                  | Colón               | 9 de octubre  |          |
| Almagro             | 2 - 4     | Talleres (RdE)         | Vélez Sarsfield     | 15 de octubre |          |
| Argentinos Juniors  | 6 - 1     | Argentino de Quilmes   | Argentinos Juniors  | 15 de octubre |          |
| Excursionistas      | 1 - 1     | Sportivo Dock Sud      | Excursionistas      | 15 de octubre |          |
| Nueva Chicago       | 0 - 2     | Defensores de Belgrano | Nueva Chicago       | 15 de octubre |          |
| El Porvenir         | 2 - 2     | Sarmiento              | El Porvenir         | 15 de octubre |          |
| Banfield            | 4 - 0     | All Boys               | Banfield            | 15 de octubre |          |
| Quilmes             | 0 - 2     | Atlanta                | Quilmes             | 15 de octubre |          |

| Fecha 23               | Fecha 23  | Fecha 23            | Fecha 23               | Fecha 23      | Fecha 23 |
| Local                  | Resultado | Visitante           | Estadio                | Fecha         |          |
| ---------------------- | --------- | ------------------- | ---------------------- | ------------- | -------- |
| Talleres (RdE)         | 1 - 0     | Atlanta             | Talleres (RdE)         | 22 de octubre |          |
| All Boys               | 1 - 1     | Quilmes             | All Boys               | 22 de octubre |          |
| Defensores de Belgrano | 1 - 1     | El Porvenir         | Defensores de Belgrano | 22 de octubre |          |
| Sportivo Dock Sud      | 2 - 3     | Colón               | Sportivo Dock Sud      | 22 de octubre |          |
| Temperley              | 2 - 0     | Excursionistas      | Temperley              | 22 de octubre |          |
| Argentino de Quilmes   | 1 - 0     | Central Córdoba (R) | Argentino de Quilmes   | 22 de octubre |          |
| Almagro                | 0 - 2     | Argentinos Juniors  | Vélez Sarsfield        | 22 de octubre |          |
| Sarmiento              | 2 - 3     | Banfield            | Sarmiento              | 23 de octubre |          |
| Unión                  | 2 - 1     | Nueva Chicago       | Unión                  | 23 de octubre |          |

| Fecha 24            | Fecha 24  | Fecha 24               | Fecha 24            | Fecha 24      | Fecha 24 |
| Local               | Resultado | Visitante              | Estadio             | Fecha         |          |
| ------------------- | --------- | ---------------------- | ------------------- | ------------- | -------- |
| Argentinos Juniors  | 1 - 1     | Talleres (RdE)         | Argentinos Juniors  | 29 de octubre |          |
| Central Córdoba (R) | 6 - 4     | Almagro                | Central Córdoba (R) | 29 de octubre |          |
| Excursionistas      | 1 - 3     | Argentino de Quilmes   | Excursionistas      | 29 de octubre |          |
| Nueva Chicago       | 3 - 0     | Sportivo Dock Sud      | Nueva Chicago       | 29 de octubre |          |
| El Porvenir         | 2 - 2     | Unión                  | El Porvenir         | 29 de octubre |          |
| Banfield            | 5 - 1     | Defensores de Belgrano | Banfield            | 29 de octubre |          |
| Quilmes             | 2 - 1     | Sarmiento              | Quilmes             | 29 de octubre |          |
| Atlanta             | 2 - 2     | All Boys               | San Lorenzo         | 29 de octubre |          |
| Colón               | 3 - 0     | Temperley              | Colón               | 30 de octubre |          |

| Fecha 25               | Fecha 25  | Fecha 25            | Fecha 25               | Fecha 25       | Fecha 25 |
| Local                  | Resultado | Visitante           | Estadio                | Fecha          |          |
| ---------------------- | --------- | ------------------- | ---------------------- | -------------- | -------- |
| Talleres (RdE)         | 4 - 0     | All Boys            | Talleres (RdE)         | 5 de noviembre |          |
| Defensores de Belgrano | 3 - 0     | Quilmes             | Defensores de Belgrano | 5 de noviembre |          |
| Sportivo Dock Sud      | 2 - 1     | El Porvenir         | Sportivo Dock Sud      | 5 de noviembre |          |
| Temperley              | 5 - 4     | Nueva Chicago       | Temperley              | 5 de noviembre |          |
| Argentino de Quilmes   | 4 - 2     | Colón               | Argentino de Quilmes   | 5 de noviembre |          |
| Almagro                | 4 - 0     | Excursionistas      | Ferro Carril Oeste     | 5 de noviembre |          |
| Argentinos Juniors     | 3 - 1     | Central Córdoba (R) | Argentinos Juniors     | 5 de noviembre |          |
| Sarmiento              | 3 - 0     | Atlanta             | Sarmiento              | 6 de noviembre |          |
| Unión                  | 3 - 0     | Banfield            | Unión                  | 6 de noviembre |          |

| Fecha 26            | Fecha 26  | Fecha 26               | Fecha 26            | Fecha 26        | Fecha 26 |
| Local               | Resultado | Visitante              | Estadio             | Fecha           |          |
| ------------------- | --------- | ---------------------- | ------------------- | --------------- | -------- |
| Central Córdoba (R) | 3 - 1     | Talleres (RdE)         | Central Córdoba (R) | 12 de noviembre |          |
| Excursionistas      | 0 - 1     | Argentinos Juniors     | Excursionistas      | 12 de noviembre |          |
| Nueva Chicago       | 2 - 2     | Argentino de Quilmes   | Nueva Chicago       | 12 de noviembre |          |
| El Porvenir         | 2 - 0     | Temperley              | El Porvenir         | 12 de noviembre |          |
| Banfield            | 7 - 2     | Sportivo Dock Sud      | Banfield            | 12 de noviembre |          |
| Quilmes             | 1 - 0     | Unión                  | Quilmes             | 12 de noviembre |          |
| Atlanta             | 4 - 1     | Defensores de Belgrano | San Lorenzo         | 12 de noviembre |          |
| All Boys            | 2 - 2     | Sarmiento              | All Boys            | 12 de noviembre |          |
| Colón               | 1 - 1     | Almagro                | Colón               | 13 de noviembre |          |

| Fecha 27               | Fecha 27  | Fecha 27       | Fecha 27               | Fecha 27        | Fecha 27 |
| Local                  | Resultado | Visitante      | Estadio                | Fecha           |          |
| ---------------------- | --------- | -------------- | ---------------------- | --------------- | -------- |
| Talleres (RdE)         | 2 - 2     | Sarmiento      | Talleres (RdE)         | 19 de noviembre |          |
| Defensores de Belgrano | 1 - 4     | All Boys       | Defensores de Belgrano | 19 de noviembre |          |
| Sportivo Dock Sud      | 2 - 2     | Quilmes        | Sportivo Dock Sud      | 19 de noviembre |          |
| Temperley              | 2 - 2     | Banfield       | Temperley              | 19 de noviembre |          |
| Argentino de Quilmes   | 2 - 4     | El Porvenir    | Argentino de Quilmes   | 19 de noviembre |          |
| Almagro                | 0 - 3     | Nueva Chicago  | San Lorenzo            | 19 de noviembre |          |
| Argentinos Juniors     | 4 - 0     | Colón          | Argentinos Juniors     | 19 de noviembre |          |
| Central Córdoba (R)    | 3 - 1     | Excursionistas | Central Córdoba (R)    | 19 de noviembre |          |
| Unión                  | 3 - 1     | Atlanta        | Unión                  | 20 de noviembre |          |

| Fecha 28       | Fecha 28  | Fecha 28               | Fecha 28       | Fecha 28        | Fecha 28 |
| Local          | Resultado | Visitante              | Estadio        | Fecha           |          |
| -------------- | --------- | ---------------------- | -------------- | --------------- | -------- |
| Excursionistas | 1 - 1     | Talleres (RdE)         | Excursionistas | 26 de noviembre |          |
| Colón          | 2 - 0     | Central Córdoba (R)    | Colón          | 26 de noviembre |          |
| Nueva Chicago  | 1 - 1     | Argentinos Juniors     | Nueva Chicago  | 26 de noviembre |          |
| El Porvenir    | 2 - 1     | Almagro                | El Porvenir    | 26 de noviembre |          |
| Banfield       | 1 - 1     | Argentino de Quilmes   | Banfield       | 26 de noviembre |          |
| Quilmes        | 4 - 2     | Temperley              | Quilmes        | 26 de noviembre |          |
| Atlanta        | 3 - 1     | Sportivo Dock Sud      | Atlanta        | 26 de noviembre |          |
| All Boys       | 1 - 2     | Unión                  | All Boys       | 26 de noviembre |          |
| Sarmiento      | 3 - 0     | Defensores de Belgrano | Sarmiento      | 26 de noviembre |          |

| Fecha 29             | Fecha 29  | Fecha 29               | Fecha 29             | Fecha 29       | Fecha 29 |
| Local                | Resultado | Visitante              | Estadio              | Fecha          |          |
| -------------------- | --------- | ---------------------- | -------------------- | -------------- | -------- |
| Talleres (RdE)       | 6 - 1     | Defensores de Belgrano | Talleres (RdE)       | 3 de diciembre |          |
| Sportivo Dock Sud    | 2 - 2     | All Boys               | Sportivo Dock Sud    | 3 de diciembre |          |
| Temperley            | 2 - 1     | Atlanta                | Temperley            | 3 de diciembre |          |
| Argentino de Quilmes | 2 - 1     | Quilmes                | Argentino de Quilmes | 3 de diciembre |          |
| Almagro              | 2 - 1     | Banfield               | Platense             | 3 de diciembre |          |
| Argentinos Juniors   | 3 - 2     | El Porvenir            | Argentinos Juniors   | 3 de diciembre |          |
| Central Córdoba (R)  | 2 - 3     | Nueva Chicago          | Central Córdoba (R)  | 3 de diciembre |          |
| Excursionistas       | 3 - 2     | Colón                  | Excursionistas       | 3 de diciembre |          |
| Unión                | 4 -0      | Sarmiento              | Unión                | 4 de diciembre |          |

| Fecha 30               | Fecha 30  | Fecha 30             | Fecha 30               | Fecha 30        | Fecha 30 |
| Local                  | Resultado | Visitante            | Estadio                | Fecha           |          |
| ---------------------- | --------- | -------------------- | ---------------------- | --------------- | -------- |
| Quilmes                | 1 - 1     | Almagro              | Quilmes                | 9 de diciembre  |          |
| Atlanta                | 2 - 1     | Argentino de Quilmes | Platense               | 9 de diciembre  |          |
| Colón                  | 1 - 4     | Talleres (RdE)       | Colón                  | 10 de diciembre |          |
| Nueva Chicago          | 0 - 0     | Excursionistas       | Nueva Chicago          | 10 de diciembre |          |
| Sarmiento              | 4 - 1     | Sportivo Dock Sud    | Sarmiento              | 10 de diciembre |          |
| Banfield               | 0 - 3     | Argentinos Juniors   | Banfield               | 11 de diciembre |          |
| All Boys               | 4 - 1     | Temperley            | All Boys               | 11 de diciembre |          |
| El Porvenir            | 6 - 0     | Central Córdoba (R)  | El Porvenir            | 11 de diciembre |          |
| Defensores de Belgrano | 3 - 1     | Unión                | Defensores de Belgrano | 11 de diciembre |          |

| Fecha 31             | Fecha 31  | Fecha 31               | Fecha 31             | Fecha 31        | Fecha 31 |
| Local                | Resultado | Visitante              | Estadio              | Fecha           |          |
| -------------------- | --------- | ---------------------- | -------------------- | --------------- | -------- |
| Talleres (RdE)       | 2 - 6     | Unión                  | Talleres (RdE)       | 17 de diciembre |          |
| Sportivo Dock Sud    | 3 - 2     | Defensores de Belgrano | Sportivo Dock Sud    | 17 de diciembre |          |
| Temperley            | 2 - 2     | Sarmiento              | Lanús                | 17 de diciembre |          |
| Argentino de Quilmes | 2 - 1     | All Boys               | Argentino de Quilmes | 17 de diciembre |          |
| Almagro              | 2 - 1     | Atlanta                | All Boys             | 17 de diciembre |          |
| Argentinos Juniors   | 2 - 1     | Quilmes                | Argentinos Juniors   | 17 de diciembre |          |
| Central Córdoba (R)  | 3 - 1     | Banfield               | Central Córdoba (R)  | 17 de diciembre |          |
| Excursionistas       | 1 - 2     | El Porvenir            | Excursionistas       | 17 de diciembre |          |
| Colón                | 6 - 0     | Nueva Chicago          | Colón                | 17 de diciembre |          |

| Fecha 32               | Fecha 32  | Fecha 32             | Fecha 32               | Fecha 32        | Fecha 32 |
| Local                  | Resultado | Visitante            | Estadio                | Fecha           |          |
| ---------------------- | --------- | -------------------- | ---------------------- | --------------- | -------- |
| El Porvenir            | 2 - 0     | Colón                | El Porvenir            | 22 de diciembre |          |
| Atlanta                | 2 - 1     | Argentinos Juniors   | Platense               | 22 de diciembre |          |
| All Boys               | 3 - 2     | Almagro              | All Boys               | 22 de diciembre |          |
| Nueva Chicago          | 0 - 1     | Talleres (RdE)       | Nueva Chicago          | 23 de diciembre |          |
| Banfield               | 4 - 1     | Excursionistas       | Banfield               | 23 de diciembre |          |
| Quilmes                | 1 - 2     | Central Córdoba (R)  | Quilmes                | 23 de diciembre |          |
| Sarmiento              | 2 - 0     | Argentino de Quilmes | Sarmiento              | 23 de diciembre |          |
| Defensores de Belgrano | 4 - 1     | Temperley            | Defensores de Belgrano | 23 de diciembre |          |
| Unión                  | 6 - 0     | Sportivo Dock Sud    | Unión                  | 23 de diciembre |          |

| Fecha 33             | Fecha 33  | Fecha 33               | Fecha 33             | Fecha 33        | Fecha 33 |
| Local                | Resultado | Visitante              | Estadio              | Fecha           |          |
| -------------------- | --------- | ---------------------- | -------------------- | --------------- | -------- |
| Talleres (RdE)       | 4 - 2     | Sportivo Dock Sud      | Talleres (RdE)       | 27 de diciembre |          |
| Temperley            | 2 - 5     | Unión                  | Lanús                | 27 de diciembre |          |
| Argentino de Quilmes | 2 - 3     | Defensores de Belgrano | Argentino de Quilmes | 27 de diciembre |          |
| Almagro              | 2 - 1     | Sarmiento              | Platense             | 27 de diciembre |          |
| Argentinos Juniors   | 5 - 2     | All Boys               | Argentinos Juniors   | 27 de diciembre |          |
| Central Córdoba (R)  | 5 - 1     | Atlanta                | Central Córdoba (R)  | 27 de diciembre |          |
| Excursionistas       | 1 - 0     | Quilmes                | Excursionistas       | 27 de diciembre |          |
| Colón                | 4 - 3     | Banfield               | Colón                | 27 de diciembre |          |
| Nueva Chicago        | 2 - 5     | El Porvenir            | Nueva Chicago        | 28 de diciembre |          |

| Fecha 34               | Fecha 34  | Fecha 34             | Fecha 34               | Fecha 34        | Fecha 34 |
| Local                  | Resultado | Visitante            | Estadio                | Fecha           |          |
| ---------------------- | --------- | -------------------- | ---------------------- | --------------- | -------- |
| El Porvenir            | 5 - 0     | Talleres (RdE)       | El Porvenir            | 30 de diciembre |          |
| Banfield               | 6 - 1     | Nueva Chicago        | Banfield               | 30 de diciembre |          |
| Quilmes                | 1 - 1     | Colón                | Quilmes                | 30 de diciembre |          |
| Atlanta                | 0 - 1     | Excursionistas       | Platense               | 30 de diciembre |          |
| All Boys               | 1 - 1     | Central Córdoba (R)  | All Boys               | 30 de diciembre |          |
| Sarmiento              | 4 - 1     | Argentinos Juniors   | Sarmiento              | 30 de diciembre |          |
| Defensores de Belgrano | 3 - 0     | Almagro              | Defensores de Belgrano | 30 de diciembre |          |
| Unión                  | 3 - 0     | Argentino de Quilmes | Unión                  | 30 de diciembre |          |
| Sportivo Dock Sud      | 7 - 0     | Temperley            | Sportivo Dock Sud      | 30 de diciembre |          |

| 1. 2. 3. |